# Virtus Pallacanestro Bologna 1992-1993

## Roster
| Knorr Bologna 1992/1993 | Knorr Bologna 1992/1993 |
| Giocatori               | Staff tecnico           |
| ----------------------- | ----------------------- |

| N. | Naz.                  | Ruolo | Nome                   | Anno | Alt.   | Peso |  |
| -- | --------------------- | ----- | ---------------------- | ---- | ------ | ---- |  |
| 4  | Italia (bandiera)     | P     | Roberto Brunamonti (c) | 1959 | 192 cm |      |  |
| 5  | Jugoslavia (bandiera) | A     | Predrag Danilović      | 1970 | 201 cm |      |  |
| 6  | Italia (bandiera)     | P     | Claudio Coldebella     | 1968 | 196 cm |      |  |
| 7  | Italia (bandiera)     | G     | Davide Diacci          | 1974 | 198 cm |      |  |
| 8  | Italia (bandiera)     | P     | Emilio Marcheselli     | 1968 | 192 cm |      |  |
| 9  | Italia (bandiera)     | GA    | Paolo Moretti          | 1970 | 200 cm |      |  |
| 11 | Italia (bandiera)     | C     | Augusto Binelli        | 1964 | 211 cm |      |  |
| 12 | Canada (bandiera)     | C     | Bill Wennington        | 1963 | 205 cm |      |  |
| 13 | Italia (bandiera)     | A     | Riccardo Morandotti    | 1965 | 200 cm |      |  |
| 14 | Italia (bandiera)     | C     | Flavio Carera          | 1963 | 206 cm |      |  |
| 15 | Italia (bandiera)     | C     | Damiano Brigo          | 1973 | 209 cm |      |  |
|    | Italia (bandiera)     | GA    | Fausto Bernardelli     | 1973 | 198 cm |      |  |
|    | Italia (bandiera)     |       | Stefano Sacchi         | 1974 |        |      |  |

| Allenatore                                    |
| Ettore Messina                                |
| Assistente/i                                  |
| Renato Pasquali Legenda - (C) Capitano Roster |

## Risultati
- Serie A1:
  - stagione regolare: 1ª classificata su 16 squadre (24-6)
  - playoff:  Campione d'Italia (7-0)
- Coppa Italia: eliminata ai quarti di finale (6-2)
- Coppa dei Campioni: eliminata ai quarti di finale (8-8)